# Гертруда Усцінська
Гертруда Усцінська (нар. 23 січня 1958) — польська юристка і політологиня, професорка соціальних наук, професорка Варшавського університету, викладачка факультету політичних наук і міжнародних досліджень Варшавського університету. З 2016 року президентка Управління соціального страхування Польщі.

## Життєпис
У 1981 році закінчила навчання на факультеті права та адміністрації Сілезького університету в Катовіце. У 1987 році вона отримала ступінь докторки права в Інституті праці та соціальних справ. У 2006 році стала хабілітованою докторкою гуманітарних наук у галузі політичних наук у Варшавському університеті за спеціальністю соціальна політика на основі її наукових досягнень і дисертації під назвою «Пільги соціального страхування в міжнародних та польських нормах. Порівняльне дослідження». 17 липня 2015 року отримала вчене звання професорки кафедри суспільних наук .
Професійно пов'язана з Інститутом праці та соціальних питань, а з 1989 року також з Варшавським університетом. Стала викладачкою Інституту соціальної політики Варшавського університету. Вона зайняла посади професорки в обох цих закладах. Була також заступницею декана зі студентських справ на факультеті журналістики та політології Варшавського університету. Гертруда стала членкинею Комітету праці та соціальної політики Польської академії наук, а з 2020 року є головою цього комітету.
11 лютого 2016 року була призначена президенткою Установи соціального страхування. Пізніше була обрана головою Керівного комітету Технічної комісії Міжнародної асоціації соціального забезпечення (ISSA) зі страхування з питань старості, інвалідності та втраті годувальника. Також призначена до складу апарату управління асоціації.
За даними польської газети (Dziennik Gazeta Prawna) входить до рейтингу 50 найвпливовіших польських юристів, напр. у 2016 році посіла 15 місце, тоді як у 2020 році здобула 3 місце у рейтингу. У листопаді 2019 року в Женеві під час дебатів з нагоди 100-річчя Міжнародної організації праці вона представила досвід Польщі у впровадженні систем соціального захисту.

## Нагороди та відзнаки
У 2018 році була нагороджена Золотим Хрестом Заслуги, а в 2022 році — Командорським Хрестом Ордена Відродження Польщі.
Відзначена медалями «Virtus Est Perfecta Ratio», а також диплом визнання Асоціації польських банків та Центру банківського права і освіти за заслуги в галузі економічної освіти.
За впровадження нових ІТ-технологій у стратегії Установи соціального страхування, керована нею Установа соціального страхування була нагороджена Польською нагородою за інновації від Польського агентства підприємництва.
Двічі нагороджувалася нагородою «Економічна особистість року» від Федерації польських підприємців — у 2020 році (що було мотивовано, зокрема, діяльністю, пов'язаною з пандемією COVID-19) та у 2021 році (це було обґрунтовано підтримкою підприємців під час пандемії та впровадженням цифрової трансформації в керованій установі).
У 2021 році Конфедерацією Левіафан була нагороджена нагородою імені Владислава Грабського.